# Dasychira ophiodes
Dasychira ophiodes är en fjärilsart som beskrevs av Collenette 1960. Dasychira ophiodes ingår i släktet Dasychira och familjen tofsspinnare. Inga underarter finns listade i Catalogue of Life.